# Nomada perezi
Nomada perezi är en biart som beskrevs av Dusmet y Alonso 1913. Nomada perezi ingår i släktet gökbin, och familjen långtungebin. Inga underarter finns listade i Catalogue of Life.